# Zmok-onderwijs
Zmok is een vorm van speciaal onderwijs, vallend onder Cluster 4, bestemd voor zeer moeilijk opvoedbare kinderen.
Zmok-scholen bieden hetzelfde onderwijs als andere scholen, maar aangepast aan de specifieke problemen van de leerlingen. Deze scholen zijn er voor leerlingen tussen 5 en 20 jaar en ook daarna kan het kind ambulante hulpverlening krijgen als het naar een andere school gaat of gaat werken.